# Allgemeiner Deutscher Nachrichtendienst
Allgemeiner Deutscher Nachrichtendienst (ADN) – agencja informacyjna byłej NRD z siedzibą w Berlinie.
Powstała w 1946 jako agencja prasowa i radiowo-telewizyjna, w 1953 uzyskała status oficjalnej agencji rządowej. Miała 14 biur krajowych i 50 zagranicznych, współpracowała też z 60 agencjami informacyjnymi na świecie.
Po zjednoczeniu Niemiec jej zadania w 1992 przejęła Deutsche Presse-Agentur (DPA).